# Liste der Biografien/Van E
Liste der Biografien |
Portal Biografien |
E Personensuche
# |
A |
B |
C |
D |
E |
F |
G |
H |
I |
J |
K |
L |
M |
N |
O |
P |
Q |
R |
S |
T |
U |
V |
W |
X |
Y |
Z |
?
 
Va |
Ve |
Vh |
Vi |
Vj |
Vl |
Vn |
Vo |
Vr |
Vs |
Vt |
Vu |
Vy
 
Vaa |
Vab |
Vac |
Vad |
Vae |
Vaf |
Vag |
Vah |
Vai |
Vaj |
Vak |
Val |
Vam |
Van |
Vap |
Vaq |
Var |
Vas |
Vat |
Vau |
Vav |
Vaw |
Vax |
Vay |
Vaz
 
Van A |
Van B |
Van C |
Van D |
Van E |
Van F |
Van G |
Van H |
Van I |
Van K |
Van L |
Van M |
Van N |
Van O |
Van P |
Van Q |
Van R |
Van S |
Van T |
Van U |
Van V |
Van W |
Van Y |
Van Z

Vana |
Vanb |
Vanc |
Vand |
Vane |
Vang |
Vanh |
Vani |
Vanj |
Vank |
Vanl |
Vanm |
Vann |
Vano |
Vanp |
Vanq |
Vanr |
Vans |
Vant |
Vanu |
Vanv |
Vanw |
Vany |
Vanz
Die Liste der Biografien führt alle Personen auf, die in der deutschsprachigen Wikipedia einen Artikel haben. Dieses ist eine Teilliste mit 26 Einträgen von Personen, deren Namen mit den Buchstaben „Van E“ beginnt.

## Van E

### Van Ea
- Van Eaton, Henry Smith (1826–1898), amerikanischer Politiker
- Van Eaton, Jimmy (1937–2024), US-amerikanischer Schlagzeuger

### Van Ec
- Van Eckhoudt, Albrecht (1937–2019), belgischer Radrennfahrer

### Van Ee
- Van Eenaeme, Robert (1916–1959), belgischer Radrennfahrer
- Van Eerde, Bill (* 2002), australischer Motorradrennfahrer
- Van Eesbeeck, Gilbert (* 1952), belgischer Eisschnellläufer
- Van Eetvelde, Theophile (1893–1978), belgischer Radrennfahrer
- Van Eetvelt, Lennert (* 2001), belgischer Radrennfahrer

### Van El
- Van Elslande, Brecht (* 1980), belgischer Filmproduzent und Filmemacher
- Van Elslande, Renaat (1916–2000), belgischer Politiker (CVP), Minister

### Van Em
- Van Emburgh, Greg (* 1966), US-amerikanischer Tennisspieler

### Van En
- Van Engelen, Piet (1863–1924), belgischer Tiermaler
- Van Engen, John (* 1947), US-amerikanischer Historiker
- Van Enger, Charles (1890–1980), US-amerikanischer Kameramann
- Van Enger, Richard L. (1914–1984), US-amerikanischer Filmeditor

### Van Ep
- Van Eps, George (1913–1998), US-amerikanischer Jazzgitarrist

### Van Er
- Van Ermengem, Emile (1851–1932), belgischer Mediziner
- Van Ert, Sondra (* 1964), US-amerikanische Snowboarderin und Skirennläuferin

### Van Es
- Van Essche, Maurice (1906–1977), belgisch-südafrikanischer Maler
- Van Essen, David (* 1945), US-amerikanischer Neurowissenschaftler

### Van Et
- Van Etten, Sharon (* 1981), US-amerikanische Sängerin und SongwriterinSharon Van Etten (* 1981)

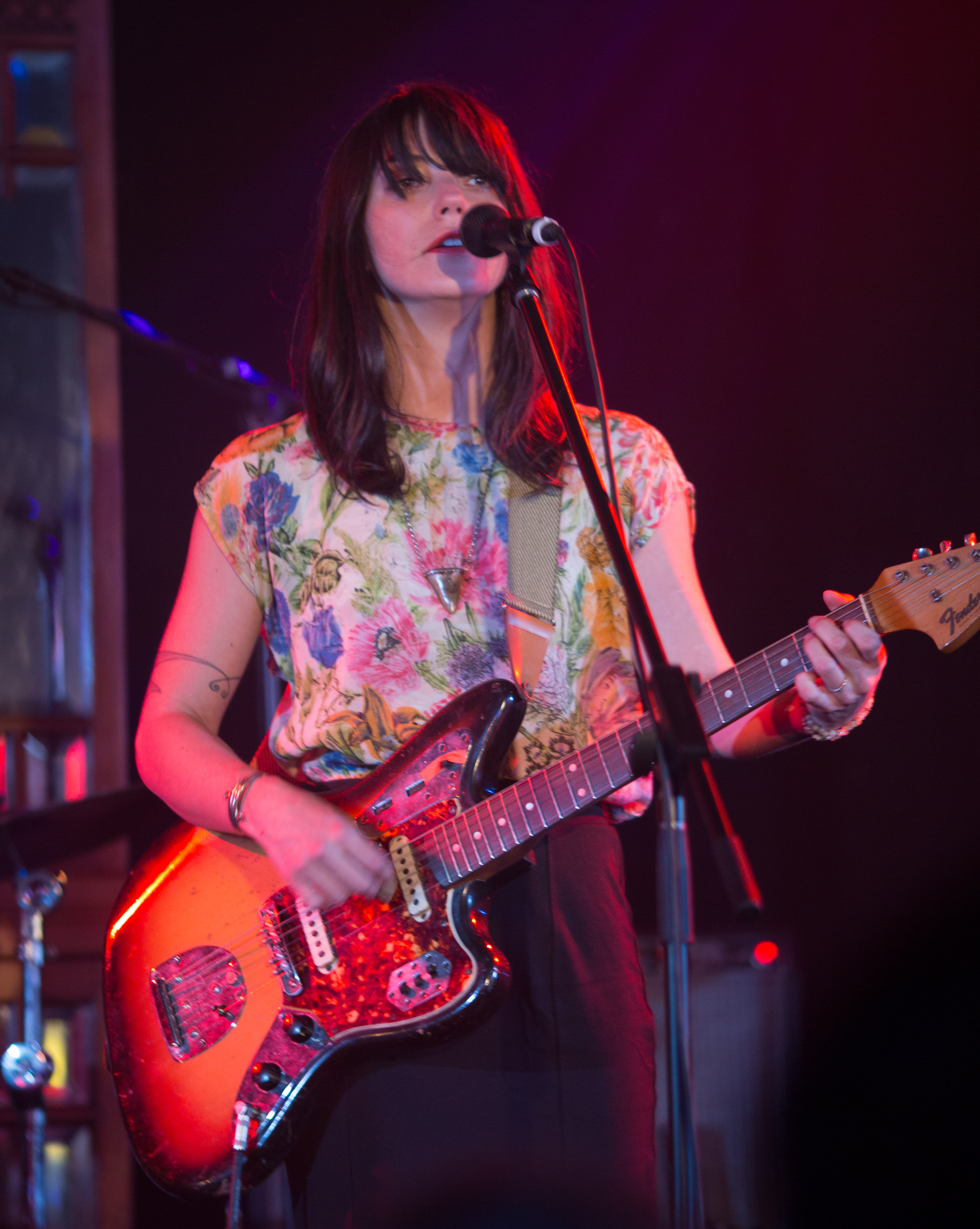
Sharon Van Etten (* 1981)

### Van Ev
- Van Evera, Stephen (* 1948), US-amerikanischer Politikwissenschaftler
- Van Every, Dale (1896–1976), US-amerikanischer Schriftsteller und Drehbuchautor

### Van Ex
- Van Exel, Nick (* 1971), US-amerikanischer Basketballspieler

### Van Ey
- Van Eynde, Jos (1907–1992), belgischer Politiker und Journalist
- Van Eynde, Willem (* 1960), belgischer Radrennfahrer